# Collins Mbesuma
Collins Mbesuma (Luanshya, 3 de fevereiro, 1984) é um futebolista da Zâmbia.

## Carreira
Mbesuma integrou a Seleção Zambiana de Futebol que disputou o Campeonato Africano das Nações de 2013.

## Títulos
Zambia
- Campeonato Africano das Nações: 2012

### Kaizer Chiefs
- Campeonato de África do Sul : 2005
- Copa Macufe : 2005